# Travolti dalla cicogna
Travolti dalla cicogna (Un heureux événement) è un film del 2011 diretto da Rémi Bezançon.
Il film, di produzione franco-belga, e interpretato da Louise Bourgoin e Pio Marmaï, è stato distribuito nelle sale italiane il 27 luglio 2012.